# Список округов Делавэра

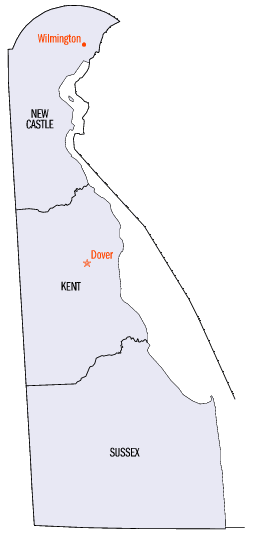
Округа Делавэра

В состав штата Делавэр входят три округа: Кент, Нью-Касл и Сассекс, наименьшее количество округов из всех штатов США. Полномочия законодательных органов округов ограничены такими вопросами, как районирование и развитие земель. 

## Политика и правительство
В каждом округе избирается законодательный орган (известный в Нью-Касле и Сассексе как County Council, а в Кенте как Levy Court). Округа имеют право поднимать налоги и занимать деньги. Они также осуществляют контроль за вывозом мусора, водоснабжением, канализацией, зонированием, разработкой строительных норм и правил.
Большинство функций, которые осуществляются на уровне округов в других штатах, такие как контроль за судебными инстанциями и правоохранительными органами, были централизованы в штате Делавэр, что привело к значительной концентрации власти в управлении штата Делавэр. Округа были исторически разделены на сотни, которые использовались в качестве районов для налоговой отчетности и голосования вплоть до 1960-х годов. В настоящее время сотни не имеют административной роли, их единственное официальные законное предназначение - в сфере недвижимости (в описании названий).

## История
После английского завоевания земель в 1664 году все земли к западу от реки Делавэр и залива Делавэр регулировались Нью-Йоркской колонией и управлялись из города Нью-Касл. Во время краткого завоевания колонии голландцами в 1673 году, дополнительные судебные районы были созданы вокруг Upland и Whorekill. Последний был также известен как Hoornkill, и в настоящее время является городом Льюис (англ. Lewes). Суд в Нью-Касл остался центральной частью колонии. Юрисдикция, оставленная суду, была названа Нью-Касл (округ, Дедавэр) и административный центр оставался в Нью-Касл до 1881 года, когда он был переведён в Уилмингтон. В 1680 году район Whorekill был разделён на округа Deale и St. Jones. После этого разделения, Льюис стал административным центром округа Deale, который впоследствии был переименован в Сассекс. Бывший район Upland был назван в честь поселения Новой Швеции Апленд, и был переименован в Честер в 1682 году. Округ Честер в настоящее время находится в пределах нынешних границ штата Пенсильвания.
В 1791 году, с расширением округа Сассекс на юг и запад, административный центр округа был перенесён в Джорджтаун. Административный центр округа St. Jones (переименованный в Кент в 1681 году) находится в Довере.
После 2000 года, было предложено создать четвёртый округ "Appoquinimink" из части территории округа Нью-Касл. Мотивацией для этой провалившейся попытки являлось прекращение ограничений по зонированию реестра Unified Development Code на неразвитых землях. Предлагаемые границы выходили за рамки Сотни Appoquinimink, и включали все земли к югу от Канала C&D, с Мидлтауном в качестве предлагаемого административного центра.

## Информация об округах
Код стандарта Federal Information Processing Standard (FIPS), который используется правительством США для однозначной идентификации штатов и округов, предоставлен для каждой записи. По ссылкам, с каждого FIPS-кода модно перейти к данным переписи населения 2010 года для соответствующего округа.

## Список округов
| Округ (рус.) | Код FIPS | Окружной центр | Основан     | Источник образования | Происхождение названия | Население, чел. (2010) | Площадь  | Карта                          |
| Кент         | 001      | Довер          | 1680 (1682) | Сформирован из округа Hoarkill (встречаемые варианты: Horrekill, Hoornkill, Hoerenkill, Whorekill). До этого известен как St. Jones County. | назван в 1682 году Уильямом Пенном в честь английского графства Кент                                                       | 162 310                | 1531 км² | Округ Кент на карте штата.     |
| Нью-Касл     | 003      | Уилмингтон     | 1673        | первоначальный округ (формально New Amstel)                                                                                                 | назван в 1673 году нидерландским губернатором Anthony Colve в честь города Нью-Касл, Делавэр как англофикация Nieuw Amstel | 538 479                | 1103 км² | Округ Нью-Касл на карте штата. |
| Сассекс      | 005      | Джорджтаун     | 1680 (1682) | Сформирован из округа Hoarkill. До этого известен как Deale County.                                                                         | назван в 1682 году Уильямом Пенном в честь английского графства Сассекс, который являлся его родиной                       | 197 145                | 2429 км² | Округ Сассекс на карте штата.  |